# Georges Leclanché
Georges Leclanché (n. 9 octombrie 1839 la Parmain, Val-d'Oise - d. 14 septembrie 1882 la Paris) a fost un inginer și un industriaș francez.
Este cunoscut pentru cercetările sale în domeniul pilelor electrice.
La 8 ianuarie 1866 a creat ceea ce ulterior avea să-i poarte numele, pila Leclanché, invenție premiată în 1867 la Expoziția Universală din 1867.
1. ↑   http://highfields-arc.6te.net/biogs/gleclanche.htm Lipsește sau este vid: |title= (ajutor)
2. 1 2 3   http://www.perche-gouet.net/histoire/personne.php?personne=18850 Lipsește sau este vid: |title= (ajutor)
3. ↑  Georges Leclanche, Encyclopædia Britannica Online, accesat în 9 octombrie 2017
4. ↑  Autoritatea BnF, accesat în 10 octombrie 2015